# Il ragazzo di Tom Ripley
Il ragazzo di Tom Ripley (The Boy Who Followed Ripley) è un romanzo del 1980 di Patricia Highsmith, che appartiene al genere del thriller psicologico; si tratta del quarto libro del ciclo che ha come protagonista Tom Ripley.

## Trama
Un adolescente americano di nome Billy entra in contatto con Tom Ripley nel paesino della Francia in cui Ripley vive. Il sedicenne è in cerca di un lavoro e Tom accetta di assumerlo come giardiniere e di alloggiarlo nella sua stanza degli ospiti. A Tom il viso del ragazzo è famigliare e dopo aver fatto qualche ricerca scopra che "Billy" altri non è che Frank Pierson, il figlio di un milionario americano. Il giovane confessa a Ripley di essere fuggito dagli Stati Uniti dopo aver ucciso il padre spingendolo da una scogliera e Tom riconosce nel ragazzo uno spirito affine, un allievo che si è rivolto a lui dopo aver appreso della dubbia reputazione dello stesso Ripley. Dopo avergli procurato un passaporto falso, Ripley porta Frank a Berlino Ovest, dove sono ospiti di un amico e complice di Tom, Eric Lanz. 
Tuttavia, Frank viene rapito nella capitale tedesca e Ripley si mette in contatto con la famiglia Pierson e il loro investigatore a Parigi per salvare il giovane. Dopo essersi fatto consegnare i soldi del riscatto dal detective privato, Ripley incontra i rapitori e ne uccide uno, perdendo così la possibilità di salvare l'adolescente. Tom Ripley riesce allora ad organizzare un nuovo incontro per lo scambio dei soldi con l'ostaggio in un bar gay, in cui entra di nascosto vestito da drag queen. Qui identifica i rapitori, li segue di nascosto fino al loro nascondiglio e riesce a salvare Frank dopo aver spinto alla fuga i criminali.
Ripley restituisce i soldi del riscatto alla famiglia Pierson ed incoraggia Frank a tornare nel New England. Nonostante le rassicurazioni e l'amicizia di Tom, Frank è sconvolto dal senso di colpa, dal rapimento e dall'amore non corrisposto per Teresa: si suicida così gettandosi dalla stessa scogliera da cui aveva spinto il padre. Con sua grande sorpresa, Tom è turbato e rattristito dalla morte del giovane e, dopo essersi procurato un oggetto di Frank come ricordo, torna nel villaggio francese di Belle Ombre.

## Adattamenti
- Nel 2009 la BBC Radio 4 ha curato un adattamento radiofonico del romanzo con Ian Hart nel ruolo di Ripley, Nicholas Hoult nella parte di Frank ed Helen Longworth in quella di Heloise.[2]